# Priapisme
 Mise en garde médicale
Le priapisme (du grec πριαπισμός, « érection ») est une situation douloureuse et dangereuse dans laquelle le pénis après l'érection ne retrouve pas sa flaccidité normale au bout de quatre heures, même en l'absence de toute stimulation physique ou psychologique.
Tout priapisme perdurant plus de quatre heures est une urgence médicale absolue, impliquant une évaluation d'urgence par un médecin qualifié pour notamment identifier le sous-type de priapisme (ischémique ou non). Le cas du priapisme ischémique aigu nécessite une intervention (éventuellement chirurgicale) aussi précoce que possible.

## Causes
Les mécanismes du priapisme impliquent des facteurs neurologiques et vasculaires complexes, pour certains encore mal compris.
Le priapisme peut être associé à 
- certaines leucémies (leucémie myéloïde chronique notamment [2]) ;
- la maladie de Fabry ;
- le syndrome de Kleine-Levin ;
- Certains désordres ou maladies hématologiques (ex : drépanocytose) ;
- une maladie cérébro-spinale (ex : syphilis) ;
- une infection génitale ;
- certaines blessures de la colonne vertébrale et traumatismes de la moelle épinière ;
- une inflammation (Beers & Berkow, 1999).

Certains poisons d'origine animale induisent un priapisme (ex : venin de la Phoneutria nigriventer) (mortel pour les jeunes enfants).
Le priapisme peut aussi être provoqué par certains médicaments :
- certains antidépresseurs/sédatifs (ex : et trazodone) et anciens antipsychotiques (conventionnels de première génération ;  ex :chlorpromazine), qui semblent induire un blocage alpha-adrénergique, parfois médié par les récepteurs alpha dans les corps caverneux du pénis), de même pour les antipsychotiques typiques[4] ; le risque de priapisme est bien moindre, mais non-nul avec les antipsychotiques atypiques, également dits « de seconde génération »[4] ; presque tous les antipsychotiques (rarement) peuvent provoquer un priapisme en raison de leur antagonisme alpha-adrénergique[5]. Selon Compton et Miller (2001), les cliniciens et patients devraient être mieux sensibilisés à ce risque[5] ;
- anticoagulants ;
- corticostéroïdes ;
- les médicaments destinés à lutter contre la dysfonction érectile, inhibiteurs de type 5 (PDE5) aux phosphodiestérases comme le sildénafil (plus connu sous le nom de Viagra), le tadalafil et le vardénafil. L'alprostadil utilisé en injection contre la dysfonction érectile peut aussi provoquer un priapisme.

Il peut aussi être l'un des symptômes du manque chez des utilisateurs de drogues telles que la cocaïne.
Une majorité des signaux transmis par la moelle épinière aux organes sexuels sont inhibiteurs : dès qu'ils disparaissent le pénis est désinhibé et entre en érection.
La consommation de "Mouche d'Espagne" ou "Cantharide officinale" (Lytta vesicatoria) est réputée provoquer le priapisme.
On dit aussi qu'un pendu entre en érection (voir érection post mortem). Mais ici la cause n'est pas une désinhibition du pénis, mais est due au fait que le sang afflue vers les extrémités inférieures du corps lors de la pendaison.
Il existe deux sous-types différents qui ne se soignent pas de la même façon :
- priapisme à flux réduit (PFR) : le plus courant et le plus grave, il est dû à une occlusion du flux veineux ;
- priapisme à flux agrandi (PFA) : rare, il est causé par un problème artériel, généralement après un traumatisme du périnée[8].

## Complications
Les complications possibles incluent l'ischémie, la coagulation du sang retenu dans le pénis (thrombose) et l'endommagement des vaisseaux sanguins du pénis qui peut avoir comme conséquence une fonction érectile diminuée ou une impuissance. Dans les cas sérieux, la gangrène peut survenir et au pire rendre nécessaire la pénectomie.

## Diagnostic
Le priapisme est une urgence médicale.
Des lignes directrices ont été mises à jour en 2021, par l'AUA (American Urological Association). Destinées aux cliniciens, elles portent à la fois sur le diagnostic (il faut rapidement savoir s'il s'agit d'une forme ischémique aiguë, cas le plus grave, ou d'un priapisme non-ischémique), et sur le traitement approprié (chirurgical ou non). Elles indiquent que ce traitement devrait être basé à la fois sur « les objectifs du patient, les ressources disponibles et l'expérience du clinicien ».
Ces directives portent (pour la prise en charge du patient aux urgences) sur : 
- le rôle de l'imagerie médicale ;
- les tests de laboratoire en appoint ;
- le travail de l'urologue ;
- la discussion relative aux thérapies conservatrices, aux risques de dysfonction érectile et de complications chirurgicales ;
- des recommandations spécifiques relatives à l'utilisation de la phényléphrine intracaverneuse avec ou sans l'irrigation ;
- de nouvelles techniques chirurgicales (ex : tunnelisation) ;
- la mise en place précoce de prothèses péniennes.

## Traitement
Selon les lignes directrices, certains hommes peuvent être traités par des injections intra-caverneuses de phényléphrine seule, d'autres par aspiration/irrigation ou shunt distal. Une prise en charge au chevet du patient est généralement possible, mais une intervention chirurgicale est parfois nécessaire, éventuellement avec pose (non urgente) d'une prothèse pénienne.
Aux urgences, la thérapie consiste généralement à aspirer le sang du corps caverneux sous anesthésie locale.

Si cela ne suffit pas, on peut pratiquer des injections de pseudoéphédrine pour y aider. Tout cela ne peut être exécuté que par un urologue expérimenté, le patient restant constamment sous contrôle hémodynamique, car la pseudoéphédrine peut provoquer hypertension et tachycardie.
Si l'aspiration échoue et que la tumescence se reproduit, on tente alors la chirurgie en essayant d'inverser l'état priapique en faisant passer le sang des corps caverneux rigides dans les corps spongieux (qui contiennent le gland et l'urètre). On commence par des shunts (en) distaux, suivis de shunts proximaux.
Dans les shunts distaux, comme les « shunts de Winter », il faut percer le gland (la partie distale du pénis) dans un des corps caverneux, où le sang stagnant est retenu. Ainsi le sang quitte le pénis et la circulation recommence. Cette procédure peut être exécutée par un urologue au chevet du malade.
Dans les shunts proximaux, comme les « shunts de Quackel », l'opération est plus délicate : il faut ouvrir le périnée - là où les corps caverneux rencontrent les corps spongieux -, faire une incision aux deux, puis suturer les deux ouvertures.
La mise en place d'une prothèse pénienne gonflable peut être nécessaire, par exemple en cas de priapisme ischémique aigu non traité ayant duré plus de 36 heures, ou chez des patients réfractaires au shunt (avec ou sans tunnelisation), ou pour des patients chez lesquels le shunt a bien induit une détumescence, mais laisse une impuissance (secondaire à l'ischémie et à la fibrose qu'elle a pu induire, ou à l'intervention chirurgicale elle-même).
Les séquelles d'un priapisme font qu'une détumescence est parfois indispensable pour soulager la douleur, au détriment alors de la capacité érectile. Dans ce cas, une prothèse pénienne (érectile à la demande) peut être proposée au patient, après avoir pesé, avec le médecin, plusieurs facteurs (dont la cause et durée du priapisme persistant, l'état général du patient, la littératie et la compréhension du sujet par le patient), et en fonction de l'expérience du médecin.

Les retours d'expérience laissent penser que ce type de prothèses posées après un priapisme ischémique aigu peut très efficacement permettre la détumescence,, et ce faisant, soulager la douleur, préserver la longueur du pénis,,, et permettre un retour à une activité sexuelle,,
,, globalement satisfaisante,,,. Des infections sont possibles, mais dans moins de 10 % des cas.
Éviter d'endommager la tunique distale (quand les chances de résolution du priapisme sont extrêmement faibles) est théoriquement avantageux pour la mise en place ultérieure d'une prothèse pénienne.
Selon Zacharakis et al. (2014), près de 50 % de ceux ayant reçu un implant pénien dans les 17 jours après l'apparition du priapisme avaient aussi déjà subi un shunt distal, or, jusqu'à 6 % des patients ayant subi une chirurgie de shunt développeront une « perforation distale ». Parmi ceux qui ont reçu des dispositifs gonflables de manière différée (médiane : 5 mois), 80 % ont eu besoin de tubes à base étroite. Dans une étude multicentrique distincte avec moins de patients, 40 % des hommes avec des shunts distaux antérieurs subissant la pose d'implants péniens nécessitaient des cylindres à base étroite, et 20 % ont eu besoin d'une explantation ultérieure pour érosion distale.

L'imagerie médicale peut aider le médecin à conseiller son patient ; même quand il a peu de chances de récupération fonctionnelle, les cliniciens peuvent souhaiter peser et considérer le détriment potentiel du shunt distal pour les patients qui pourraient ensuite décider une pose d'implants.

## Étymologie
Le nom vient du dieu grec Priape, et fait allusion à son attribut le plus remarquable. Selon la mythologie grecque, Priape aurait été puni par les dieux pour avoir essayé de violer une déesse. On lui donna en punition d'énormes attributs de bois, ensemble énorme mais inutile. La contrepartie féminine de cet état est connue sous le nom de clitorisme,.